# Xã Songer, Quận Clay, Illinois
Xã Songer (tiếng Anh: Songer Township) là một xã thuộc quận Clay, tiểu bang Illinois, Hoa Kỳ. Năm 2010, dân số của xã này là 342 người.